# Леониды
Леони́ды — метеорный поток с радиантом в созвездии Льва (R. A. = 153°, Decl. = +22°), действующий с 14 по 21 ноября. Знаменит сильными метеорными дождями.
Связан с кометой 55P/Темпеля — Туттля. Имеет ярко выраженную периодичность около 33 лет, соответствующую возвращениям кометы-прародительницы к Солнцу. Последний раз комета прошла перигелий в 1998 году, и вновь вернётся лишь в 2031 году.
Поток характерен быстрыми беловатыми метеорами, влетающими в атмосферу Земли со скоростью 71 км/с. Интенсивность потока варьируется от года к году и зависит от плотности потока, через который проходит Земля.

## История
Самым ранним историческим свидетельством об этом метеорном потоке является его описание, сделанное Евтихием Александрийским в 901 году.
Наиболее известен метеорный дождь, который наблюдался в ноябре 1833 года в США на территории от Атлантического океана до Скалистых гор. Агнес Клерк описывала его так: «Буря падающих звёзд обрушилась на Землю…, небо в любом направлении было забито светящимися следами и освещалось величественными болидами. В Бостоне частота метеоров оценивалась приблизительно в половину её значения для хлопьев снега в буране средней силы». В связи с этим явлением многие проповедники утверждали, что близится Судный День. Это событие было увековечено в легендах индейцев и в песнях темнокожих рабов.
В 1934 году появилась джазовая песня об этом событии под названием Stars fell on Alabama («Звёзды падали на Алабаму»). Её исполняли Фрэнк Синатра, Элла Фицджеральд и Луи Армстронг. В связи с этой песней номерные знаки автомобилей жителей Алабамы содержат изображение звёздочек и нот с надписью «Stars Fell on Alabama».
В последний раз мощный метеорный дождь наблюдался в 1966 году, когда каждый час в небе можно было наблюдать до 150 тысяч метеоров.
В 1999 году зенитное часовое число (ZHR) потока составило несколько тысяч. Также заметные всплески были в 2000 и 2001 годах.
В 2010 году — ZHR около 30, наблюдениям сильно мешала Луна в фазе 80 %.